# Lạc Long, Kinh Môn
Lạc Long là một xã thuộc thị xã Kinh Môn, tỉnh Hải Dương, Việt Nam.

## Địa lý
Xã Lạc Long có diện tích 6,82 km², dân số năm 1999 là 6.790 người, mật độ dân số đạt 996 người/km².

## Hành chính
Xã Lạc Long được chia thành 6 thôn: Trần Xá, Ngô Đồng, Kim Đậu, Vũ Thành, Xuân Cầu, Phương Quất.

## Kinh tế
Kinh tế của xã chủ yếu dựa vào nông nghiệp gồm 2 vụ lúa chính: vụ chiêm và vụ mùa. Vụ đông chủ yếu là trồng hành và tỏi. Ngoài ra người dân nơi đây cũng trồng dâu nuôi tằm nhưng chỉ một vài hộ sản xuất nhỏ lẻ.
Nuôi gia súc gia cầm cũng phát triển ở nơi đây như lợn, gà, bò và chim cút.
Ngoài những nghề chủ lực kể trên thì Lạc Long còn biết đến là một xã rất năng động về phát triển xuất khẩu lao động.